# Dowdovo–Beckwithovo rozšiřování kruhů
Dowdovo–Beckwithovo rozšiřování kruhů je organická reakce cyklických karbonylových sloučenin (nejčastěji β-ketonových esterů), při které je jejich kruhy rozšiřují radikálovou reakcí přes α-alkylhalogenový substituent až o 4 atomy uhlíku.
Jako radikálový iniciátor se používá azobisizobutyronitril s tributylcínem.
Cyklický β-ketoester lze získat Dieckmannovou kondenzací. Při původní reakci byla provedena nukleofilní substituční reakce enolátu ethylcyklohexanon-2-karboxylátu s 1,4-dijodbutanem a hydridem sodným, následovaná rozšířením kruhu na ethylcyklodekanon-6-karboxylát. Vedlejší reakcí byla redukce jodalkanu.

## Mechanismus
Při této reakci se vytvoří bicyklický meziprodukt. Reakce začíná tepelným rozkladem azobisizobutyronitrilu. Vzniklé radikály odštěpují vodík z tributylcínu za vzniku tributylcínových radikálů, jež následně odštěpují atomy halogenu a vytváří tím alkylové radikály. Tyto radikály reagují s karbonylovou skupinou bicyklického ketylu. Takto vzniklý meziprodukt se poté přesmykuje a zároveň dochází k rozšíření kruhu za vzniku nového uhlíkatého radikálu, jenž se rekombinuje s protonovým radikálem z tributylcínu.

## Vedlejší reakce
Vedlejší reakcí při Dowdových-Beckwithových rozšiřováních kruhů jsou redukce halogenalkanů na nasycené alkylové skupiny. Výtěžnost reakce výrazně záleží na dostupnosti karbonylové skupiny. Také mohou probíhat reakce alkylových radikálů s karboxylovou skupinou esteru, které ale mají velkou aktivační energii.